# Copidognathus crassirostris
Copidognathus crassirostris is een mijtensoort uit de familie van de Halacaridae. De wetenschappelijke naam van de soort is voor het eerst geldig gepubliceerd in 1901 door Trouessart.